# Ormia pellucida
Ormia pellucida är en tvåvingeart som beskrevs av Seguy 1925. Ormia pellucida ingår i släktet Ormia och familjen parasitflugor. Inga underarter finns listade i Catalogue of Life.